# IRC-Netzwerk

Schema eines IRC-Netzwerkes mit IRC-Clients (grün) und IRC-Server

Ein IRC-Netzwerk ist ein einheitliches Chat-Netzwerk bestehend aus einem Verbund von einem oder mehreren IRC-Servern im Internet Relay Chat. In den größten IRC-Netzwerken halten sich viele tausend Chatter gleichzeitig auf, verteilt auf zahlreiche einzelne, zumeist frei zugängliche Chaträume, sogenannte Channels. Die große Anzahl der Besucher ist technisch nur aufgrund der Aufteilung auf mehrere Server möglich, was die Bedeutung des IRC-Netzwerkes verdeutlicht.
Die IRC-Suchmaschine netsplit.de kennt derzeit über 600 Netzwerke, und es ist anzunehmen, dass noch einmal eine beträchtliche Zahl an nicht dort aufgeführten Netzwerken existiert. Jedes dieser Netzwerke hat zumeist unterschiedliche Betreiber, Regeln, Channel und Benutzer.

## Technik
Aus technischer Sicht ist das IRC-Netzwerk ein Verbund von einem oder mehreren IRC-Servern. Die untereinander verbundenen IRC-Server tauschen laufend Informationen über die vorhandenen Benutzer, Channel und die Inhalte der geführten Chats aus. Auf diese Weise können große Verbünde entstehen, bei denen es egal ist, zu welchem der einzelnen Server der Benutzer die Verbindung aufnimmt, um am IRC teilzunehmen, da der Inhalt überall der gleiche ist.

### IRC-Admin
Der Administrator eines IRC-Netzwerkes wird als IRC-Admin bezeichnet.
Ein IRC-Admin hat alle Befugnisse und Rechte eines IRC-Operator und nimmt oft auch die gleichen Aufgaben wahr. Zusätzlich kümmert er sich jedoch auch um die Wartung von IRC-Servern und der darauf laufenden IRC-Daemons. Da er Zugriff auf die Konfigurationsdateien des Servers hat, kann er  wichtige Einstellungen wie Verbindungsmöglichkeiten zu anderen Servern, Zugriff für IRC-Operatoren etc. einstellen. Er stellt somit eine Art Vorgesetzten für die IRC-Operatoren dar.
Informationen zur Administration eines Servers lassen sich im IRC mit dem Befehl /admin abrufen.